# Liste berühmter Schachpartien
Die Liste berühmter Schachpartien enthält Schachpartien, die bei Schachspielern aus verschiedenen Gründen sehr bekannt sind. Dazu zählen „Unsterbliche“ und anders benannte Partien ebenso wie Partien, die außerhalb der Schachgemeinschaft bekannt wurden, etwa indem sie in einem bekannten Film gezeigt wurden. Auch historisch bedeutsame Partien sind hier zu finden, etwa die erste Niederlage eines Schachweltmeisters gegen einen Computer.
- Seekadettenmatt im Café de la Regence, Paris 1750.
- Alexander McDonnell – La Bourdonnais, Paris 1834, Bauernlawine im Zentrum.
- Unsterbliche Partie zwischen Adolf Anderssen und Lionel Kieseritzky, London 1851.
- Immergrüne Partie zwischen Adolf Anderssen und Jean Dufresne, Berlin 1852.
- Partie zwischen Paul Morphy und dem Herzog Karl von Braunschweig und Graf Isoard in einer Loge der Pariser Oper 1858.
- Analyse von Adolf Anderssen und Max Lange in Breslau 1859, in der Schwarz ein Damenopfer anbietet, um eine Linienöffnung zu erzwingen.
- Unsterbliche Remispartie zwischen Carl Hamppe und Philipp Meitner, Wien 1870.
- Zukertort – Blackburne, London 1883, Zukertorts Perle.
- Lasker – Bauer, Amsterdam 1889, doppeltes Läuferopfer.
- Siegbert Tarrasch gegen Georg Marco 1892 mit der Tarrasch-Falle.
- Steinitz – von Bardeleben, Hastings 1895, Steinitz’ „Unsterbliche“ (Emil Schallopp).
- Pillsbury – Lasker, Sankt Petersburg 1896, die Partie, nach der Pillsbury schachlich zusammenbrach.
- Rotlewi – Rubinstein, Lodz 1907, Rubinsteins Unsterbliche Partie.
- Réti – Tartakower, Wien 1910, bekannte und schöne Schlusskombination.
- Lasker – Schlechter, Berlin 1910, 10. Wettkampfpartie, in der Lasker seinen WM-Titel doch noch behauptete.
- Capablanca – Bernstein, San Sebastián 1911, Capablancas Debüt in der internationalen Arena.
- Ed. Lasker – Thomas, London 1912, mit der bekannten Kombination, bei der sogar Matt durch die lange Rochade möglich war.
- Lasker – Capablanca, St. Petersburg 1914, die Partie, in der es um den heiß begehrten Turniersieg in St. Petersburg ging.
- Aljechins „Fünf-Damen-Partie“ (vorgeblich Aljechin – Grigorjew, Moskau 1915): siehe MacCutcheon-Variante
- Adams – Torre, New Orleans 1920, die vermutlich nur komponiert war.
- Bogoljubow – Aljechin, Bad Pistyan 1922, wird als „Czentovic – Beratende“ in Stefan Zweigs Schachnovelle zitiert
- Bogoljubow – Aljechin, Hastings 1922, „Das größte Meisterstück, das je auf dem Schachbrett geschaffen wurde“ (Irving Chernev).
- Unsterbliche Zugzwangpartie zwischen Friedrich Sämisch und Aaron Nimzowitsch, Kopenhagen 1923.
- Réti – Aljechin, Baden-Baden 1925, Aljechins berühmteste Partie.
- „Polnische Unsterbliche“  Glucksberg gegen Najdorf, Warschau 1930
- Tylkowski – Wojciechowski, Poznań 1931, mit der Kombination, die später als „Ortueta – Sanz“ berühmt wurde.
- Ukrainische Unsterbliche zwischen Jefim Kortschmar und Jewsei Poljak, 1937
- Kashdans Unsterbliche, Boris Siff gegen Isaac Kashdan, New York 1933 (nach anderen Quellen 1948)
- Peruanische Unsterbliche, gespielt von Esteban Canal, Budapest 1934.
- Perle von Zandvoort (Euwe – Aljechin 1935).
- Botwinnik – Capablanca, Rotterdam 1938, die bekannteste Partie von Michail Moissejewitsch Botwinnik.
- Uruguayische Unsterbliche zwischen Molinari und Louis Roux Cabral, gespielt in Montevideo 1943.
- Partie des Jahrhunderts zwischen Donald Byrne und Bobby Fischer, New York 1956.
- Kronsteen – McAdams, From Russia With Love (1963), alias Spasski – Bronstein, UdSSR-Meisterschaft 1960.
- Unsterbliche Fernpartie 1964 zwischen Sundin und Andersson im Weltturnier.
- Dr. Frank Poole – HAL 9000, berühmte Partie im Film „2001: Odyssee im Weltraum“, real: Roesch – Schlage, Hamburg 1910.
- Beratungspartie Leser von Pionerskaja Prawda – Michail Tal (1969), in der Tal den Sieg ausließ.
- Larsen – Spasski, Belgrad 1970; Spasskis weltbekannter Sieg über Bent Larsen in 17 Zügen.
- Eduard Gufelds Mona Lisa, 1973.
- Iwantschuk – Jussupow, Brüssel 1991, Artur Jussupow erfindet ein unwiderstehliches Matt.
- Short – Timman, Tilburg 1991, „Shorts Königswanderung auf vollem Brett“.
- Kasparow – Lautier, Linares 1994, Joël Lautier bezwingt Garri Kasparow in 29 Zügen, die schwarzen Steine führend.
- Deep Blue – Kasparow, Philadelphia 1996, 1. Wettkampfpartie. Der erste Partieverlust eines amtierenden Schachweltmeisters gegen einen Schachcomputer unter Turnierbedingungen.
- Kasparov versus the World, 1999 über Internet ausgetragene Partie.
- Kasparow – Topalow, Wijk aan Zee 1999, Turmopfer, die meistkommentierte Partie der Welt.
- Anand – Rəcəbov, Dortmund 2003, Rəcəbovs Damenopfer.